# Wood County, Texas
Wood County är ett administrativt område i delstaten Texas, USA, med 41 964 invånare (2010). Den administrativa huvudorten (county seat) är Quitman. Countyt har fått sitt namn efter George Tyler Wood som var överste i mexikanska kriget och guvernör i Texas 1847–1849.

## Geografi
Enligt United States Census Bureau har countyt en total area på 1 803 km². 1 683 av den arean är land och 119 km² är vatten.  

### Angränsande countyn
- Hopkins County - norr
- Franklin County - nordost
- Camp County - nordost
- Upshur County - öster
- Smith County - söder
- Van Zandt County - sydväst
- Rains County - väster